# Lockheed L-100 Hercules
Dimensions
Le Lockheed L-100 Hercules est un avion de transport de fret civil dérivé du C-130 Hercules. Il peut également remplir des missions de transport de passagers.

## Développement
Au début des années 1960 plusieurs compagnies aériennes américaines commencèrent à s'intéresser à l'acquisition de C-130A et B Hercules militaires. Cependant elles se heurtèrent au veto du Congrès des États-Unis qui refusait de fournir des avions militaires à des sociétés privées. Elles se tournèrent donc vers l'avionneur Lockheed lui-même pour qu'il développe une version spéciale de son avion destiné au marché civil. Après quelques hésitations le constructeur accepta et développa le Model 382B.
Les ingénieurs et designers du constructeurs basèrent leur travail sur le C-130E, alors en service dans l'US Air Force dont ils développèrent rapidement un dérivé civil commercialisé sous la référence de L-100. Alors que le premier vol intervint le 21 avril 1964, la certification ne fut officielle qu'en février de l'année suivante.
Au L-100, succéda le L-100-20, proche dans sa définition du C-130H (la version la plus répandue du Hercules militaire) puis le L-100-30, dérivé quant à lui du C-130H-30 rallongé. La production en série de l'avion s'arrêta en 1992 après la livraison de 115 machines, prototype compris.
Si la majorité des avions ont été livrés pour des missions de transport de fret, il faut souligner que certains avions ont été localement transformés en avion de ligne pouvant accueillir entre 96 et 128 passagers.
De même il est à noter que certains "Hercules" civils ont été acquis par des clients militaires, généralement des composantes aériennes.

## Versions
- Modèle 382 : Désignation constructeur du prototype.
- Modèle 382B : Désignation constructeur du L-100, construit à 22 exemplaires.
- Modèle 382E : Désignation constructeur du L-100-20, construit à 27 exemplaires.
- Modèle 382G : Désignation constructeur du L-100-30, construit à 66 exemplaires.

## Versions projetées
- L-100J : Désignation donnée à une version civile du C-130J Super Hercules. Elle a effectué son premier vol le 30 juin 2017[4] et doit être certifié fin 2019[5].
- L-400 : Désignation donnée en 1977 à une version projetée dotée de deux turbopropulseurs[6] destiné au marché civil. Faute de commande suffisante l'avion en resta à l'état de maquette. Techniquement il se serait intercalé entre le Transall et le G.222, avec une charge de dix tonnes de fret transportable sur 800 kilomètres.

## Utilisateurs

### Civils

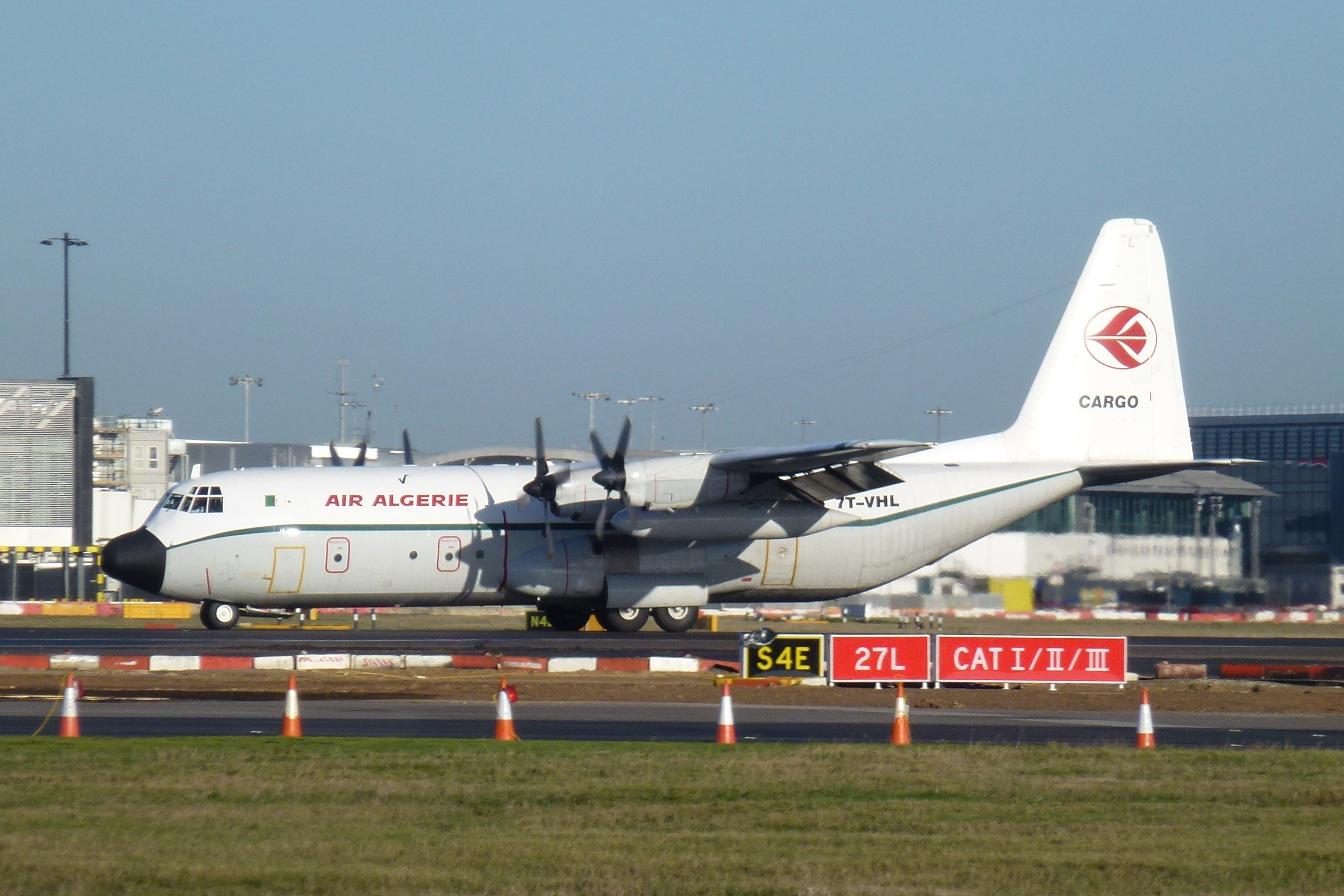
7T-VHL Lockheed L-100-30T Hercules d'Air Algérie Cargo.

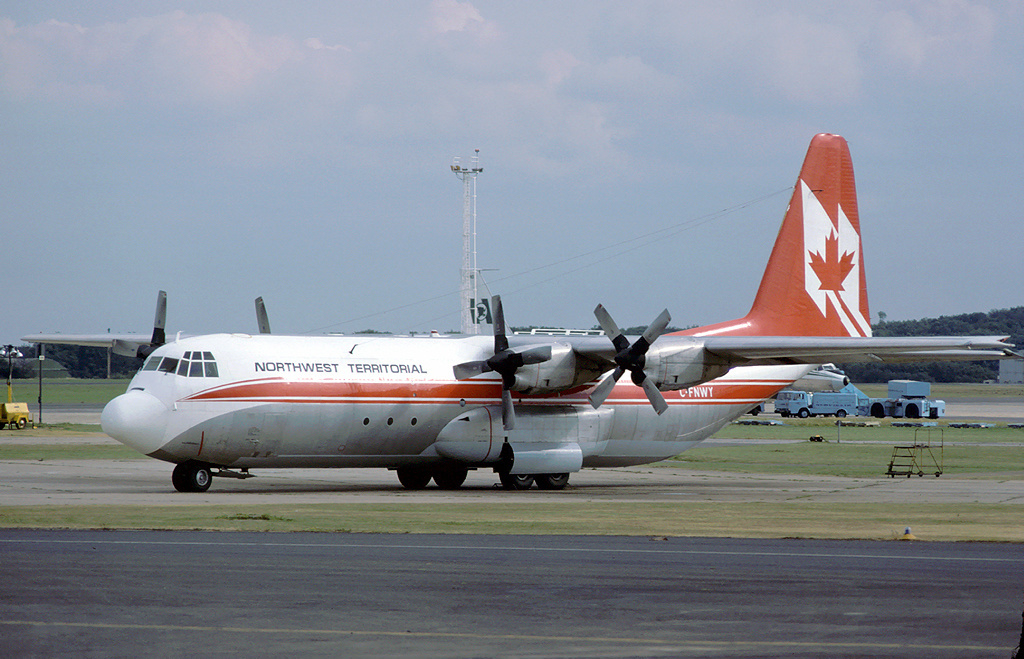
Lockheed L-100-30 canadien

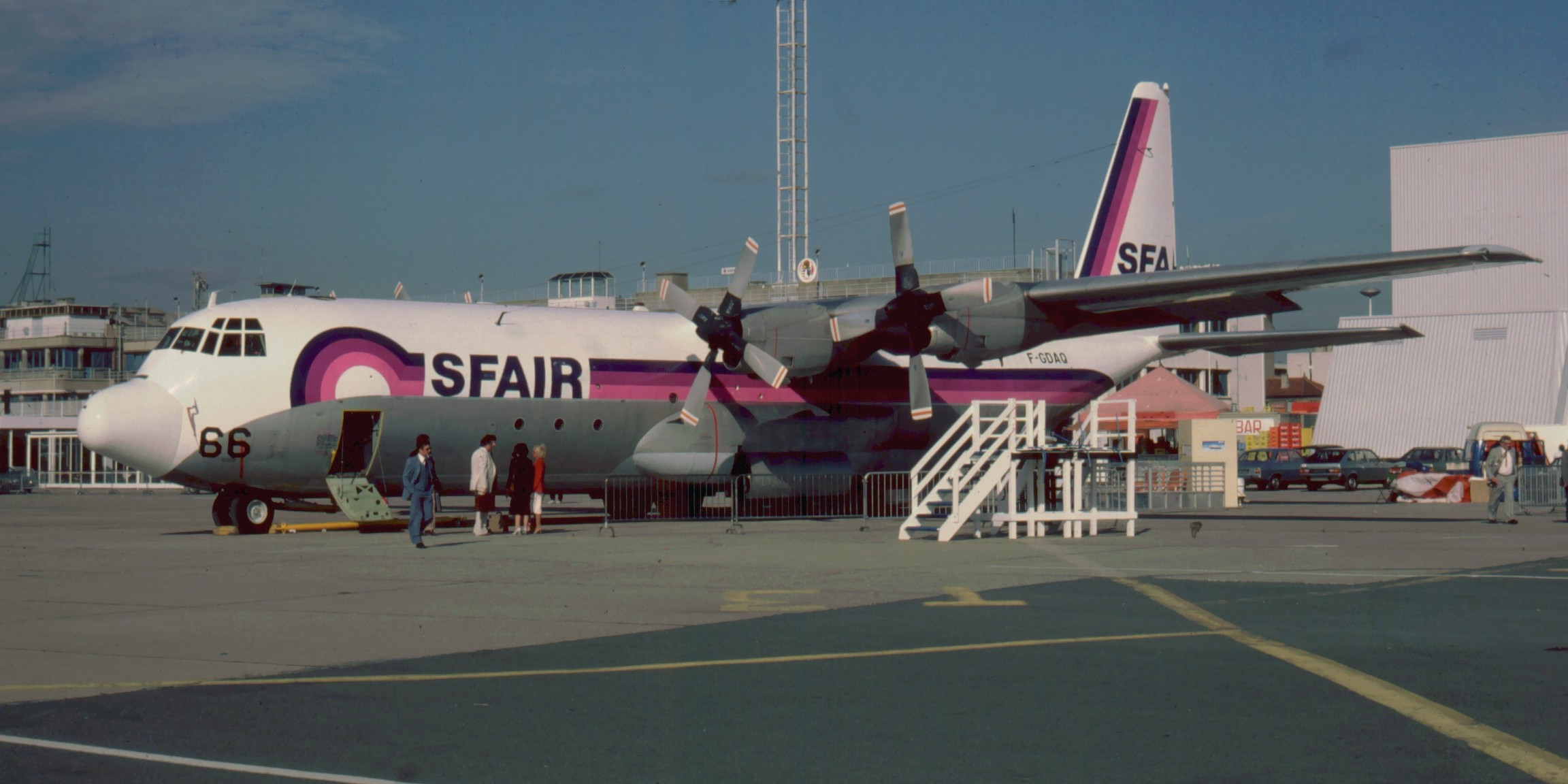
Lockheed L-100 "français" de la Sfair

- Afrique du Sud
  - Safair
- Algérie
  - Air Algérie Cargo

- Angola
  - Transafrik,
- Arabie saoudite
  - Saudi Airlines,
- Botswana
  - Air Botswana Cargo,
- Canada
  - First Air,
  - Northwest Territorial,

- États-Unis
  - Airlift International,
  - Alaska Airlines,
  - Continental Airlines,
  - Lynden Air Cargo,
  - Southern Air Transport,
  - Tepper Aviation,
  - Trans International Airlines,
- France
  - Sfair,

- Indonésie
  - Merpati,
  - Pelita Air,
- Irlande
  - Air Contractors,
- Libye
  - Libyan Arab Air Cargo,
- Suisse
  - Zimex Aviation,
- Zambie
  - Zambia Air Cargo,

### Militaires
- Algérie
  - Armée de l'air algérienne,
- Arabie saoudite
  - Royal Saudi Air Force,
- Argentine
  - Fuerza Aérea Argentina,
- Émirats arabes unis

- - UAE Air Force,
- Éthiopie
- Gabon
  - Armée de l'Air du Gabon,
- Indonésie

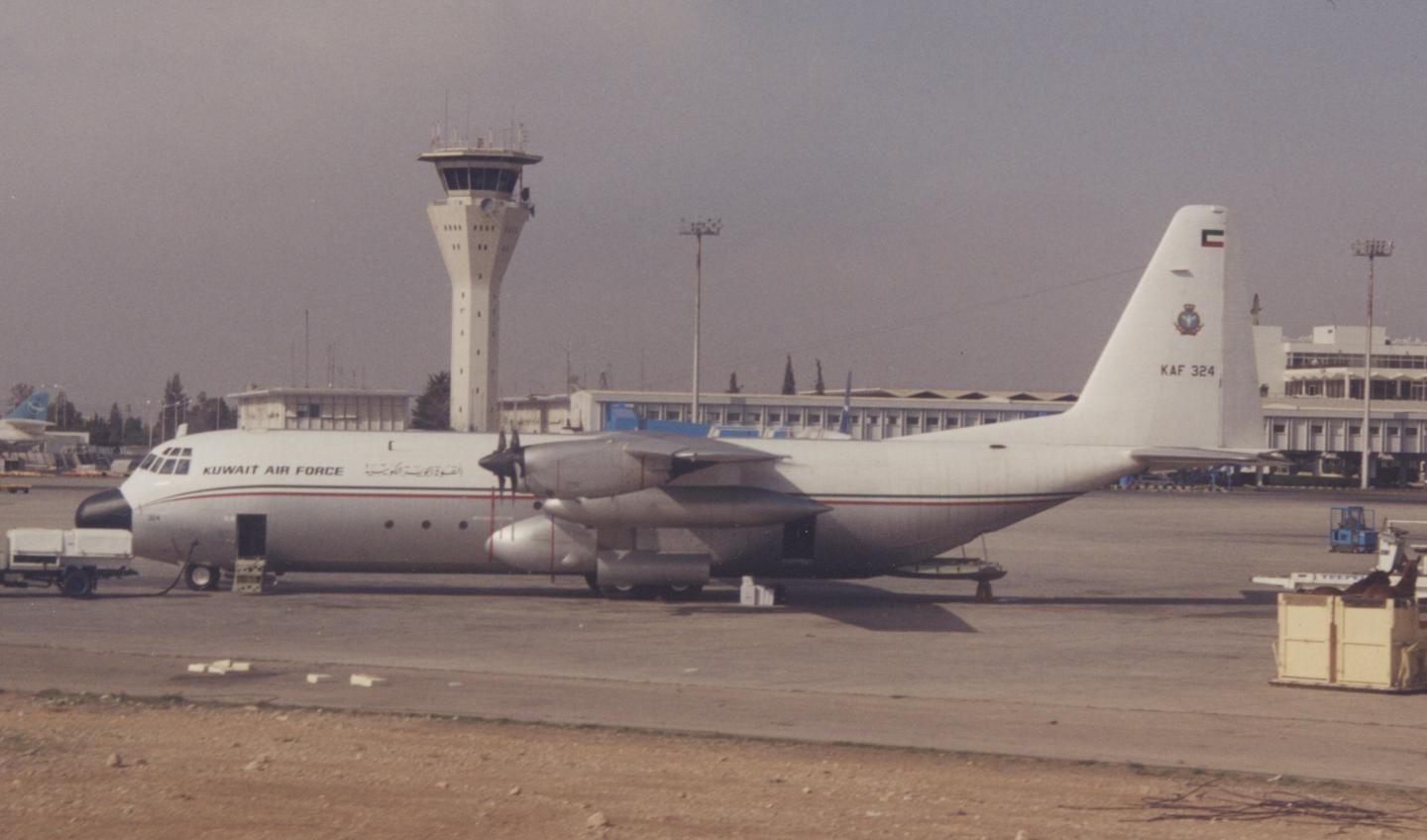
Lockheed L-100-30 militaire koweïtien

  - Tentara Nasional Indonesia Angkatan Udara,
- Koweït
  - Al-Quwwat al-Jawwiya al-Kuwaitiya

- Libye

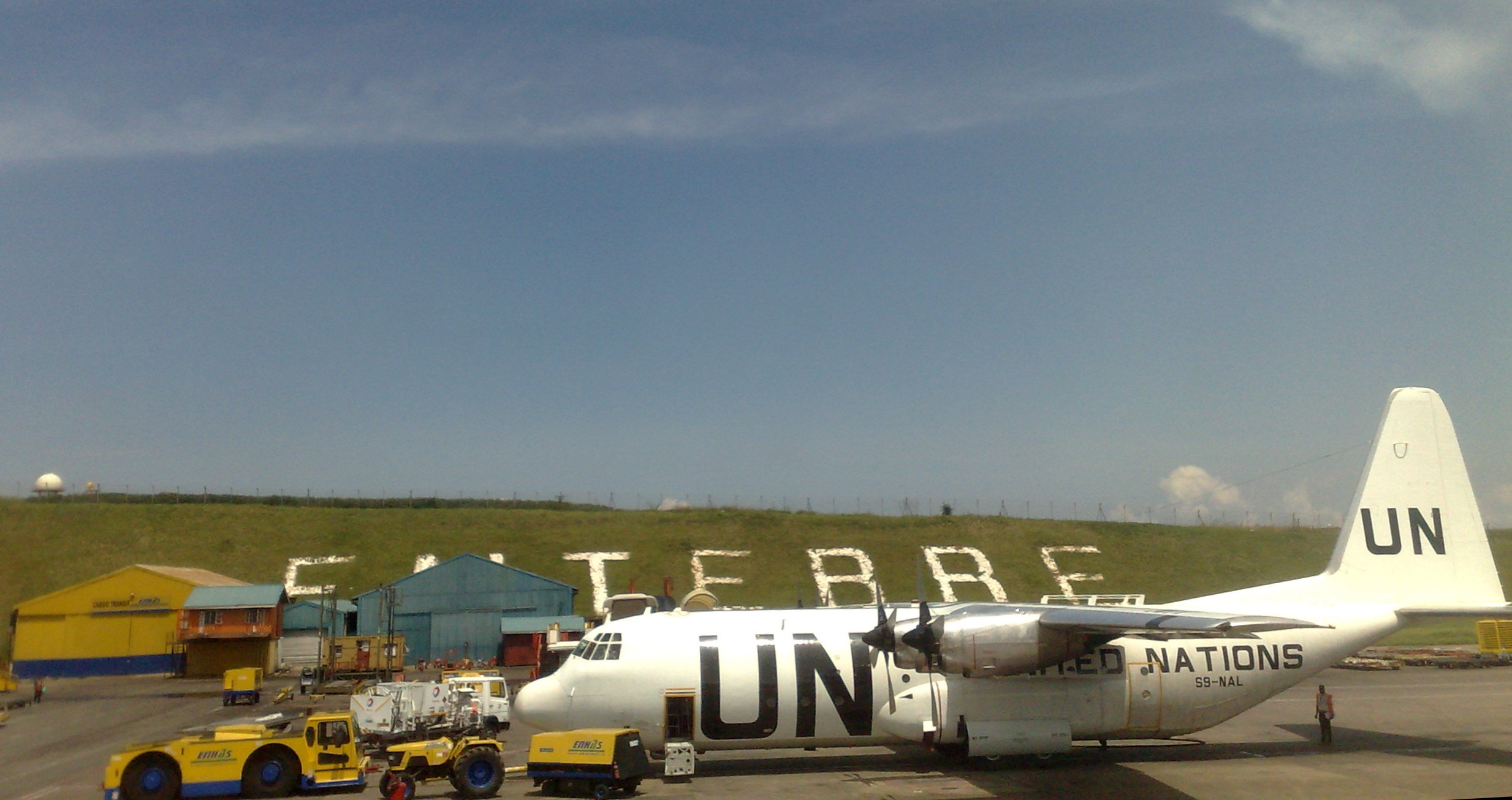
Lockheed L-100-20 aux couleurs de l'ONU

  - Forces aériennes libyennes libres,
- Pérou
  - Fuerza Aérea del Perú,
- Philippines
  - Force aérienne philippine,

Il est à noter que l'ONU a régulièrement recours à la location de L-100 pour ses opérations humanitaires, et dans ces cas là les avions sont repeints en blanc et frappés des lettres UN.

## Appareils similaires
- États-Unis : Lockheed L-188 Electra,
- Royaume-Uni : Vickers Merchantman,
- Union soviétique : Antonov An-10,